# Hero (musikalbum)
Hero är ett studioalbum av den svenska sångerskan Charlotte Perrelli som släpptes 2008.
Albumet inkluderar singeln "Hero" som var Perellis bidrag i Eurovision Song Contest 2008 för Sverige. Albumet inkluderade också två digitala singelsläpp av låtarna "Bullet" och "Addicted". Låten "Appreciate" spelades från början in av Nick Jonas till hans album Nicholas Jonas 2004, och låten är skriven av James Bourne från bandet Busted.

## Låtlista
1. "Bullet" 3:41 (Dan Sundquist/Fredrik Kempe/Peter Hägerås)
2. "Hero" 2:55 (Bobby Ljunggren/Fredrik Kempe)
3. "Addicted" 4:00 (Johan Fransson/Tim Larsson/Tobias Lundgren)
4. "Remedy" 3:57 (Emilia Rydberg/Jan Kask/Peter Månsson)
5. "Show Me a Mountain" 3:43 (Anders Henjer/Fredrik Kempe)
6. "Appreciate" 3:11 (Jake Schulze/James Bourne/Savan Kotecha)
7. "Holy Man" 3:03 (Dan Sundquist/Fredrik Kempe/Peter Hägerås)
8. "A Lot Like Love" 3:49 (Dana Calitri/Nina Ossoff/Tommy Typser)
9. "Not Alone" 3:06 (Jeanette Olsson/Niclas Kings/Niklas Bergwall)
10. "Slowly" 3:32 (Fredrik Kempe/Henrik Wikström)
11. "Black & Blue" 4:06 (Fredrik Kempe)

## Listplaceringar
| Lista (2008) | Topplacering |
| ------------ | ------------ |
| Sverige      | 3            |